# Bela laevigata
Bela laevigata är en snäckart som först beskrevs av Philippi 1836.  Bela laevigata ingår i släktet Bela, och familjen Turridae. Arten är reproducerande i Sverige.

## Bildgalleri

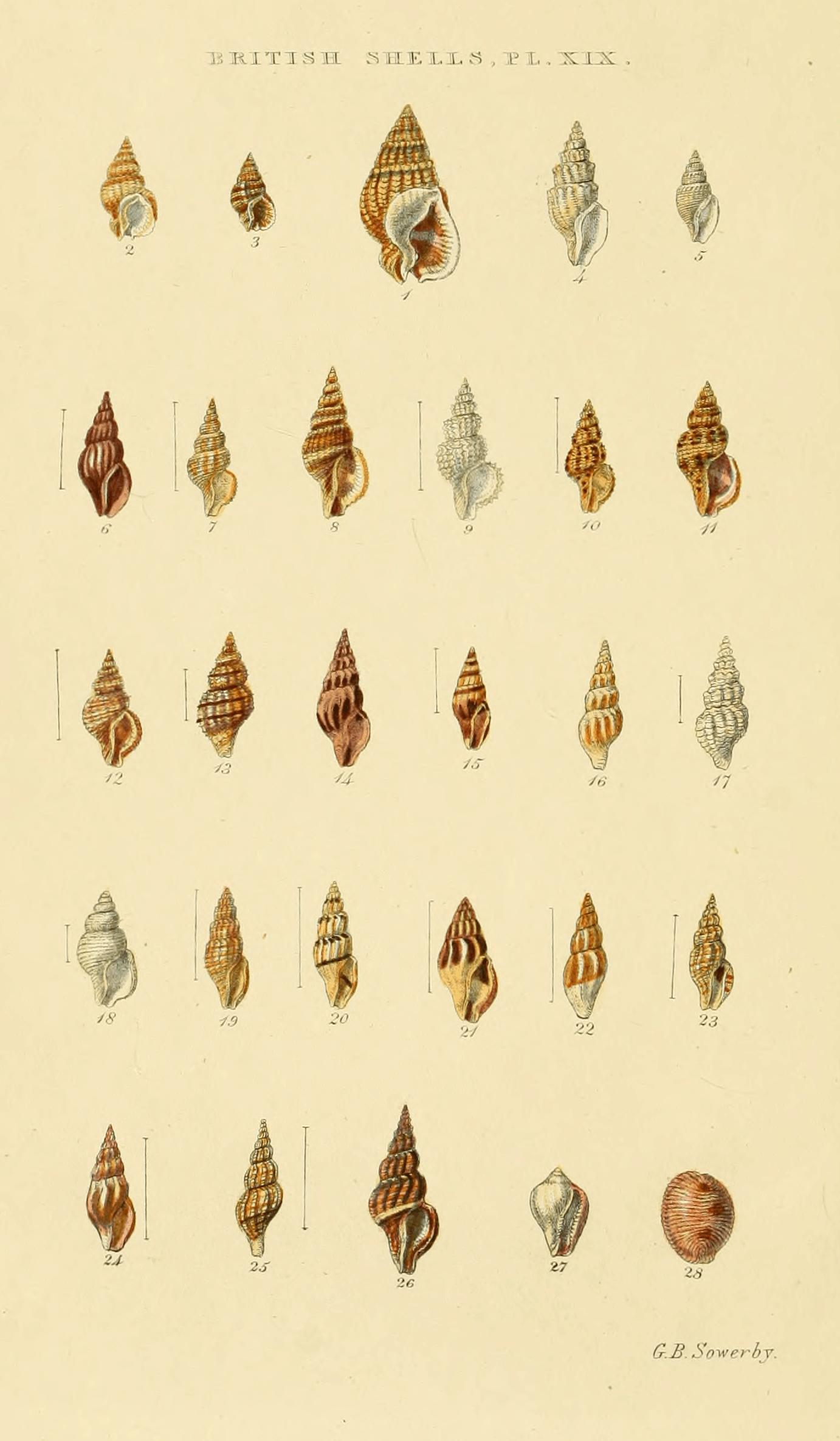